# Mughiphantes ancoriformis
Mughiphantes ancoriformis là một loài nhện trong họ Linyphiidae.
Loài này thuộc chi Mughiphantes. Mughiphantes ancoriformis được Andrei V. Tanasevitch miêu tả năm 1987.